# 綾里千尋
綾里 千尋（あやさと ちひろ、1989年? - 2016年9月5日）は、カプコンのゲーム『逆転裁判』シリーズに登場する架空の人物。

## 概要
弁護士。『逆転裁判1』『2』『3』のもう1人の主人公。シリーズの主人公である成歩堂龍一の先輩であり、上司で師匠にあたる才媛。シリーズのヒロイン綾里真宵の実姉である。『1』第2話で殺害されるものの、真宵や従妹の綾里春美によって霊媒されることで、成歩堂に助言し彼を導いていく。
名前の由来は「千回でも尋ねましょう」。英語版の名前は、「Mia Fey （ミア・フェイ）」。

## 演じた人物
声優
- 河原深雪〈開発サポート業務担当〉（ゲーム）
- 花村怜美（10周年記念特別法廷）
- 大原さやか（ドラマCD、『パチスロ 逆転裁判』）
- 中村千絵（アニメ）

俳優
- 檀れい・浜辺美波（映画版）

## 人物
身長168cm。体重は不明。スリーサイズはB92、W61、H89。
綾里本家の血筋に生まれ、天賦の才を持つ霊媒師であったが、同じく霊媒師だった母の失踪の原因とその真相を調べるためと、真宵と家元の座を争いたくなかったために弁護士となることを決意する。法科大学院では特別聴講生であり（『蘇る』より）、司法試験合格後は星影宇宙ノ介に師事し23歳で弁護士となり「星影法律事務所」に所属。
初めての裁判で脱走した死刑囚を弁護し、真犯人をあと一歩のところまで追い詰めたものの、死刑囚が服毒自殺を図ったため告発は失敗に終わった（『3』4話より）。その一件で立ち直れないほどのショックを受け、後にそれに関連するある事件で、先輩弁護士であり恋人でもあった神乃木荘龍をも失ってしまった（『3』に登場、後日談あり）。しかし1年後に後の部下となる成歩堂龍一が殺人事件の被告人になった際、1年前の事件の真犯人が関係者であることを知り、自ら志願して成歩堂の弁護を引き受けた。そして見事に彼の冤罪を晴らし、1年前の事件に決着をつけた（『3』1話より）。この時、成歩堂の名前をよく聞いていなかった千尋は彼を「なるほどさん」、直後に「なるほどくん」と呼んでおり、後に同呼称が真宵や春美にも伝わる。
その後何の前ぶれもなく星影法律事務所から独立し「綾里法律事務所」を構える。事務所自体はさほど大きなものではなかったが、帳簿によれば割と儲かっていた様子が窺える（糸鋸圭介によれば、警察関係者で彼女のことを知らない人間はいないほどであったらしい）。敏腕弁護士として活躍する傍ら、霊と語らって母が失踪した原因である人物を追い詰めるも、逆にその人物に撲殺される。享年27。
自身の死後（『1』2話より）も妹の真宵や従妹の春美による霊媒を介してその後のストーリーにも度々登場する。特に成歩堂が窮地に立たされたここぞという場面で登場し、逆転への突破口となる糸口を見出して彼を幾度となくサポートしている。また『3』では彼女自身に関わる人物、事件、事柄、過去など、多岐に渡る大きな要素が解明されていく過程でのキーパーソンおよび最重要人物の一人として物語が展開する。
彼女の弁護のスタイルは御剣怜侍の父親・御剣信に類似しており（自分を頼ってきた依頼人を信じとおし必ず救おうとする意思と、「逆転」の発想を持って真実に近づいていく）、成歩堂は彼女からその弁護スタイルを受け継いだ（『1』～『3』において、彼女から成歩堂への逆転の継承の物語が描かれている）。
非常にグラマラスなスタイルで、バスト92というかなりの巨乳の持ち主。真宵、春美に霊媒されるときは胸囲のサイズが合わず、その巨乳が非常に強調される姿となる。その色気に負ける男性キャラクターも少なくなく、情報を得るために真宵がこの容姿を利用し情報を聞き出すこともある。流石に春美が着ている子供服は辛いらしく、春美に憑依したときは凄まじい露出度になっている。スタッフ曰く、もともと色っぽいお姉さん的存在にしたかったため、自然にグラマーに決定したとのこと。公式ファンブックおよび公式攻略本にはチャイナドレス姿のサービスカットが記載されている。
生年は『1』第1話（2016年8月3日）から第2話（2016年9月5日）までは27歳ということが判明しているため、1988年か1989年と推測される。また、『3』第1話の時点では（2014年4月11日）24歳。
『逆転裁判2攻略本』（双葉社）によると、死後はちゃんと成仏していて、真宵が呼び出しまくっているだけと本人がコメントしている。

## 関連人物
- 成歩堂龍一 - 部下兼弟子、『3』第1話の依頼人。
- 綾里真宵 - 10歳違いの妹。
- 綾里春美 - 従妹。彼女が登場するのは千尋の死後の『2』からで、生前の千尋と同時に登場するシーンはない。
- 御剣怜侍 - 初裁判での相手検事。御剣にとっても初めての裁判であった（『3』第4話）。
- 神乃木荘龍 - 星影法律事務所での先輩。初めての裁判（『3』第4話）に付き添ってもらった。
- 星影宇宙ノ介 - 元･上司兼師匠。
- 綾里舞子 - 母。「DL6号事件」以来行方不明になっている。
- 宝月巴 - 法科大学院での先輩で、地方検事局の主席検事（『蘇る』第5話）。
- 綾里キミ子 - 伯母（実母・舞子の姉）。